# ジョアン・レイス
ジョアン・カルロス・シルヴァ・レイス（João Carlos Silva Reis, 1992年6月24日 - ）は、ポルトガル・ファーロ県出身のサッカー選手。CFエストレラ・アマドーラ所属。ポジションはMF。

## 経歴
2006年からポルトガルのロウレターノDCでキャリアをスタートさせ、2009年にトップチームに昇格した。

## 所属クラブ
- ロウレターノDC 2009-2013
- SCファレンセ 2013-2014
- GDシャヴェス 2014-2016
- CDサンタ・クララ 2016-2018
- CDトンデラ 2018-2020
- GDシャヴェス 2020-2021
- ヴァルジンSC 2021-2022
- CFエストレラ・アマドーラ 2022-